# Seoske kuće i mlinica u Dvorima Sinovčića
Seoske kuće i mlinica u Dvorima Sinovčića su zaštićeno kulturno dobro u Žrnovnici.

## Opis dobra
Nedaleko od izvora rječice Žrnovnice je sklop Dvori. Kuće su većinom dvokatnice, građene od klesanaca, dvostrešna drvena krovišta većinom su pokrivena utorenim crijepom, a na kat se penje preko vanjskog stubišta. U sklopu je i mlinica, danas urušenog krovišta i pogona, koja je bila tipa kašikara-mlinica s horilontalnim mlinskim kolom, uz koju je bila i stupa. Zgrada je L-tlocrta i bila je zakrovljena kamenim pločama. Uzvodno se nalazi manja, danas također urušena mlinica.

## Zaštita
Pod oznakom RST-0598-1971. zavedene su kao nepokretno kulturno dobro - pojedinačno, pravna statusa zaštićena kulturnog dobra, klasificiranog kao profana graditeljska baština.